# 佐倉仁菜
佐倉 仁菜（さくら にな、1992年5月29日 - ）は、日本のタレント、女優、元グラビアアイドル。北海道出身。

## 人物
ミスヤングチャンピオン2016グランプリ受賞。
J：COM『笑福亭鶴光のオールナイトニッポンTV』グラビア担当、SHOWROOM『トークライブやつはいけない』等に出演。
その「やつはいけない」は、月刊EX MAX（ぶんか社）で連載化。
グラビアアイドルとしては、2020年9月16日発売のラストDVD『素顔のまま』を以って卒業しその後は女優業に力を入れることとしている。

## 出演

### 映画
- こたつと、みかんと、殺意と、ニャー。（2013年、ユナイテッドエンタテインメント）
- 異物 -完全版-（2022年、Vandalism）

### テレビ
- 笑福亭鶴光のオールナイトニッポン.TV@J:COM（2018年1月14日 – 、J:COM）[4]

### CM
- AIR BANK「ノウハウ高額塾」（2016年） – 民泊アイドル・佐倉ニナ 役

### PV
- グッドモーニングアメリカ「ウォールペーパーミュージックじゃ踊りたくないぜ」（2011年）

### モデル
- セレクトショップ「SEPHIROTHIC TREE」

## 作品

### DVD
- になといっしょ！（2012年6月22日、竹書房）
- 従順キッス（2012年10月24日、ギルド）
- 恋ひとすじ（2013年2月21日、イーネット･フロンティア）[5]
- 想いのカタチ（2013年9月27日、エスデジタル）[6]
- 私を拾って下さい。（2015年6月18日、ギルド）
- 君がその気なら（2015年9月25日、グラッソ）
- Tenderly（2018年2月26日、グラビジョン）
- 溺愛（2018年8月17日、M.B.D.メディアブランド）
- 私生活（2019年1月13日、グラッソ）
- 素顔のまま（2020年9月16日、サウスキャット）